# Бургмюллер, Фридрих
Иоганн Фридрих Фон Бургмюллер  (нем. Johann Friedrich Franz Burgmüller; 4 декабря 1806, Регенсбург — 13 февраля 1874, Больё, близ Парижа) — немецкий композитор, пианист, наиболее известен своими этюдами. Сын дирижёра и пианиста Фридриха Августа Бургмюллера. Старший брат композитора Норберта Бургмюллера.

## Биография
Родился 4 декабря 1806 года в Регенсбурге. Когда Фридриху не было и года, семья переехала в Дюссельдорф, где будущий композитор провел детство и юность. После смерти отца в 1824 году Фридрих Бургмюллер уезжает из Дюссельдорфа в Эльзас. В 1829 году учится у Луи Шпора и Морица Гауптмана в Касселе, а в 1834-м переселяется в Париж. В 1842 году получил французское гражданство.
Композитор скончался 13 февраля 1874 года на 67-м году жизни.

## Творчество
Наиболее известны фортепианные этюды Фридриха Бургмюллера.
Список произведений Фридриха Бургмюллера: «Ангел-утешитель», «Малышка», «Голубые глазки», Op.93 Испанский вальс, Op.36 «Розовый цветник», Op.68, Op.97«Искорки» 12 этюдов, Op.100 25 лёгких этюдов, Op.105 18 этюдов, Op.109 Блестящая фантазия на тему из оперы Дж. Верди «Эрнани», Op.92 Мелодичные листки, Op.82 Шесть изящных мелодий на тему В. Беллини, Op.26 («Журчание Роны», для виолончели и фортепиано), Op.66 Три ноктюрна для виолончели и гитары, Плоэрмельский праздник, Миф (балет), «Воспоминание о В. Беллини», Op.27 (Burgmüller, Friedrich), «Воспоминание о Шёнбрунне», Op.32 (Burgmüller, Friedrich), «Воспоминание о Лондоне» (Burgmüller, Friedrich).

### Произведения

#### Балет
- «Крестьянское па-де-де» — вставной номер I акта балета Адольфа Адана «Жизель».
- «Пери[фр.]», балет в хореографии Жана Коралли. Премьера состоялась 17 июля 1843 года в театре Ле Пелетье (Королевская академия музыки).